# Casa do Estudante Universitário Aparício Cora de Almeida
A CEUACA, Casa do Estudante Aparício Cora de Almeida, localizada no centro de Porto Alegre, é uma entidade que tem como objetivo prestar auxílio de moradia a estudantes de graduação e pós-graduação carentes de recursos socioeconômicos, que não possuem residência na Região Metropolitana de Porto Alegre. A CEUACA é uma casa de estudante autônoma, isto é, funciona por autogestão onde os próprios moradores são responsáveis pela sua administração. A CEUACA abriga estudantes de todas as partes do Brasil e do mundo. São cerca de 100 estudantes que dividem um espaço de 4 pavimentos que incluem quartos, cozinhas, banheiros, salas de estudos, biblioteca, salas de reuniões e espaços para atividades culturais. A Casa possui, ainda, 12 vagas de hospedagem temporária para estudantes que estão de passagem pela cidade.
A Casa se encontra em situação incerta, uma vez que o prédio sede está interditado para reforma desde 2014 e sem prazo para os estudantes retornarem ao local.

## História

### Origens - Aparício Cora de Almeida
Ver artigo principal: Aparício Cora de Almeida
A ideia de construir uma Casa para abrigar estudantes carentes fazia parte de um movimento que tinha pretensões mais amplas. Por ser de cunho socialista, esse movimento propunha uma transformação profunda da realidade brasileira. Uma das principais frentes de luta era a moradia estudantil. Por esse motivo, em 1 de agosto de 1934, os estudantes da Faculdade de Direito de Porto Alegre se organizaram e fundaram a “Casa do Estudante”. A referida instituição não tinha sede própria. Utilizava-se dos mais diversos espaços, os quais, muitas vezes, inadequados. 
Aparício Cora de Almeida era estudante de direito, envolvido com o movimento estudantil da Universidade Federal do Rio Grande do Sul (UFRGS). Em 1935, é aclamado primeiro secretário da seção gaúcha da Aliança Nacional Libertadora (ANL), na seção de sua fundação no Teatro São Pedro - Dyonélio Machado fica como presidente, e Agildo Barata como vice. Pouco depois, com o fechamento da ANL e a dura repressão de Vargas, Aparício Cora de Almeida é encontrado morto com tiro na cabeça. Em suas memórias, Eloy Martins relata que Aparício era membro "não legalizado" do Partido Comunista Brasileiro e que a versão policial para sua morte teria sido por disparo acidental enquanto "brincava com sua arma". Por mais suspeita que a morte de Aparício tenha sido, não ficou concluído se se tratava de suicídio ou assassinato político.  De qualquer forma, enlutados, Israel Almeida e Maria Antônia Cora, pai e mãe de Aparício, doam o prédio do antigo Edifício Almeida ao Estado para que ali fosse construída a Casa do Estudante do Rio Grande do Sul.

### Período democrático e Ditadura Militar
No início, a Casa tinha a capacidade para 70 moradores. Na década de 1950, construiu-se o terceiro andar, bem como a estrutura do R.U., da lavanderia e do salão social. Assim, a instituição tem sua capacidade de atendimento aumentada, passando a atender cerca de 100 moradores. Em 1959, é reconhecida como uma entidade de utilidade pública estadual, ato efetuado pelo então governador do Estado, Leonel Brizola. O nome de Casa de Estudante Aparício Cora de Almeida (CEUACA) lhe é dado em 1961, um ano depois, ela é reconhecida como Utilidade Pública Federal.
De 1964 até o final da década de 1970, a CEUACA se viu diante de uma intervenção federal. Um interventor nomeado pelo Governo Militar acompanhava as reuniões e assembleias dos estudantes, efetuando trocas de direções e expulsão de moradores. Porém a resistência foi grande. Este foi também um período de intensa atividade do Movimento Estudantil, com um elevado número de manifestações, passeatas e protestos, exigindo o fim da Ditadura Militar.

### Abertura e funcionamento
Os anos 1980 trouxeram uma modificação importante no comportamento da Casa, pois as mulheres passaram a ser aceitas como moradoras. Nessa década, deu-se também o processo de reabertura política e a luta pelas eleições diretas para presidente. Outro fato importante ocorreu no final da década de 1980 foi o ingresso de mulheres na casa até então só acolhiam estudantes do sexo masculino. Foi uma transformação que ocorreu na casa com o ingresso das mulheres estudantes.Foi a última casa a ter a moradia mistas no estado todas as demais já tinham colocado em prática o sistema de moradia mista.
Nos anos 90, o país passou por uma série de mudanças que modificaram as diretrizes e a forma de atuação do estado em várias áreas, incluindo na educação. As verbas destinadas à assistência estudantil tornaram-se cada vez menores. Na CEUACA, o principal reflexo destas mudanças foram os cortes da verba que mantinham alguns dos serviços oferecidos pela casa.

### Fechamento e futuro incerto
A CEUACA foi interditada em 2014 por conta de uma ação civil pública movida pelo Ministério Público contra o Governo do Estado para realizar a reforma do prédio e garantir a segurança dos moradores.
Em 2015 a Casa foi ocupada por estudantes. A ocupação terminou após reintegração de posse. A CEUACA segue ainda hoje fechada e sem futuro definido por parte do governo do Estado.